# Bitter smile.
『bitter smile.』（ビタースマイル）は、戯画より2010年6月25日に発売された美少女アドベンチャーゲームである。2013年3月1日にはMobage版、2013年3月18日にはGREE版、2013年8月30日にはmixiモバイル版が公開。2013年11月28日にはテイジイエル企画→エンターグラムよりPlayStation Vita版が発売。2025年6月26日にはNintendo Switch版が発売。

## 概要
古い下町や学園を舞台に、主人公とヒロイン達が過ごす日々を描くドタバタラブコメディである。略称は正式には提示されていないが、「ビタスマ」と呼ばれることが多い。
ディレクターのじぇによれば、『さかあがりハリケーン』の制作終了直後、原画を務めたねこにゃんから「ハラハラドキドキする幼馴染みがやりたい」という作品企画が出され、2009年2月には概要が固まっていたという。
企画当初はねこにゃんは原画のみで、『さかあがりハリケーン』でサブライターを務めた陸奥竜介がシナリオを担当する予定だった。しかし陸奥がスケジュールの都合で全編は書けない状況にあり、他に空いているライターもいなかったため、やむなくねこにゃんが兼任で共同シナリオ担当となった。負荷分散のため、『ふわりコンプレックス』に参加していたmaruiが共同原画に起用された。本作の雰囲気が、過去にねこにゃんが丸戸史明とタッグを組んだ『ショコラ』『パルフェ』『この青空に約束を―』に似ていると言われることがあるが、ねこにゃんは「丸戸作品は大好きなので影響は受けているが、あれは真似できるものではない。自分は自分」と語っている。
作品舞台である下町の街並みは、東京の柴又なども参考にしているが、メインは戯画の制作が所在する大阪市でロケハンした場所（天六〜天満、京橋、谷六、鶴橋など）をモチーフにしている。
ゲームシステムはオーソドックスなアドベンチャーゲームで、ストーリーのフェーズ毎に各ヒロインと紐付けられた行き先を選択していくと、その後のルートが分岐する。

## あらすじ
矢崎優は、妹の雪華と共に故郷・盃町（さかずきちょう）へ久しぶりに戻って来た。しかし入居予定のアパートがトラックに突っ込まれてしまい、幼馴染みの轟木姉妹の家・たこ焼き屋「千寿」の2階に下宿することに。都心から離れた古びた下町で、轟木三姉妹や転入した学園の新しい友人に囲まれ、優のドタバタな毎日が始まる。

## 登場人物
（出典：）

### 主人公
矢崎 優（やざき ゆう）
本作の主人公。私立鶴ヶ丘学園3年C組。それなりに真面目だが、優柔不断で細かい事にこだわるせいか友人は少ない。空気を読めず、余計な一言でヒロイン達の怒りに触れることも多い。シスコンで妹の雪華を溺愛している（雪華の方はとっくに兄離れしているが、優はその事実を認めていない）。
かつては轟木家の向かいに住んでおり、轟木三姉妹とはよく一緒に遊んでいた。母親が仕事のため長期に海外へ行くことになり、雪華と共に再び盃町へ戻って来たが、入居予定だったアパートがトラックに突っ込まれて壊れてしまい、仕方なく千寿の2階に下宿することになった。いろいろ世話をしてもらう代わりに千寿でバイトしている。期せずして家や学園で多くの女の子達に囲まれる環境になったが、彼女らの言動やアプローチに日々頭を悩ませている。

### ヒロイン
轟木 桜子（とどろき さくらこ）
声：宮部るい
轟木三姉妹の次女。学園3年A組。優とは幼馴染みの腐れ縁で、周囲からはいい仲に見られているが2人揃って否定している。気さくで面倒見が良く、学園や家であれこれ優の世話を焼いている。自分の癖っ毛な赤毛が嫌い。三姉妹の中で自分だけ貧乳なのを気にしていて、成分無調整の牛乳を毎朝飲むなど努力している。千寿で彼女が焼くたこ焼きは「さくら焼き」と呼ばれてファンも多いが、本人は洋菓子が好きで、親友の恵の家「ハッピーシ〜サ〜」のクレープをよく食べている。
宮津橋 勇樹（みやつばし いさき）
声：蒼原千佳
学園3年C組。優と同時期に盃町へ引っ越してきた転入生。同じアパートへ入居する予定だったため、優と同様に千寿の2階に居候することになった。黒髪ロングの美人だがクールで無口で、短い木刀を持ち歩き独特の空気を纏う。学園では言い寄るナンパな男子達を蹴散らし、友達もおらず孤立している。武闘派で身体が大きいせいか、意外に大食い。
轟木 みい（とどろき みい）
声：遠野そよぎ
轟木三姉妹の三女。学園1年。優を「お兄様」と呼んで懐き、いろいろからかったり毒を吐く小悪魔キャラ。どうも他のヒロイン達に当てつけているらしい。普段の会話も妙なノリが多いが、優や家族以外には要領良く立ち回っており、千寿の常連客には人気がある。勉強は苦手で、料理もよく失敗するが、家電は得意。俳句や川柳がマイブームで、時折優やヒロイン達を題材に一句詠んでいる。
轟木 要（とどろき かなめ）
声：早乙女綾
轟木三姉妹の長女。社会人で、轟木家から少し離れたマンションで一人暮らしをしており、よく実家に夕御飯をたかりに来る。大の時代劇フリークで、機械音痴なため妹のみいにビデオ録画を頼み、週末に実家で観るのを楽しみにしている。優にとっては昔から“近所の優しいお姉さん”だが、陽気でお茶目な酒好きで、歳の割に子供っぽい言動が多い。

### サブキャラクター
有河 知世翔（ありかわ ちせか）
声：北都南
学園1年。みいとはクラスメイトで親友。町工場・有河工業の社長の娘で、しっかり者の委員長タイプ。ハーフのため銀髪で色素が薄い。部活の先輩である桜子を慕っており、桜子に近づく優とは犬猿の仲。
沖奈 恵（おきな めぐみ）
声：草野花恋
学園3年C組で優のクラスメイト。商店街の脇にあるクレープ店「ハッピーシ〜サ〜」の看板娘。桜子とは親友で、優とも中学時代に同級生だった。明るく人懐っこいムードメーカーで恋バナ好き。料理は得意で、時々雪華などに教えている。
矢崎 雪華（やざき ゆきは）
声：佐々留美子
優の妹。千寿の裏にある轟木家自宅に居候している。優とは歳が離れているが、年齢の割にかなり落ち着いている。昔は優に懐いていたが今は距離を置いており、ベッタリしてくる兄をウザく思っている。
轟木 紀乃（とどろき きの）
声：桜亜夜子
轟木三姉妹の祖母。人生経験豊富な“下町の肝っ玉母さん”。たこ焼き店・千寿を道楽で経営する。常連から「タコ千」と呼ばれる店は、ご近所さんや帰宅途中の学園生などでそれなりに賑わっている。矢崎家とは昔からの付き合いで、引っ越して来る優に自分が所有するアパートを手配した（が、事故のため入居不可能になってしまった）。
小林 策夜（こばやし さくや）
声：とがわ
学園3年C組で、優の同級生。中学時代に優のクラスに転入してきた幼馴染みで、その頃恵に告白して振られた過去がある。お調子者で優と桜子のことをやたら冷やかしているため、2人によくどつかれている。
沖奈 大吾（おきな だいご）
声：寺林茂
恵の父で、クレープ屋「ハッピーシ〜サ〜」の店主。若い時に南の島へ行ってハマったらしく、店内にはシーサーの置物がたくさん飾られている。優とは昔からの顔馴染み。
山之辺 こずえ（やまのべ こずえ）
声：黒猫みぃ
学園教師で、優達3年C組のクラス担任。学園の卒業生で、要とは剣道部出身の親友同士。
矢崎 育美（やざき いくみ）
声：紫奏
優と雪華の母親。海外で働くキャリアウーマンで、時々轟木家へ国際電話を掛けてくる。明るくマイペースな性格。優が桜子とくっつくように応援？していて、すっかり息子の世話を桜子に任せたつもりでいる。
中井 誠一（なかい せいいち）
声：井出五郎
勇樹の父親。離婚して姿をくらませている。

## 制作スタッフ
（出典：）
- 原画：ねこにゃん、marui
- シナリオ：ねこにゃん、陸奥竜介
- 音楽：TGZsounds
- ムービー：神月社 (Mju:z)
- ディレクター：じぇ
- サブディレクター：MUSASHI

## 主題歌
オープニングテーマ「SAKURA☆風味」
歌：宮部るい / 作詞：ayachi / 作編曲：藤田淳平 (Elements Garden)
エンディングテーマ「とびきりスマイル」
歌：片霧烈火 / 作詞：片霧烈火 / 作編曲：橋本鏡也
※初回限定版特典のオリジナルサウンドトラックCD『Smile Harmony』に、「SAKURA☆風味」のショートバージョン、「とびきりスマイル」のフルバージョンが収録されている。

## 関連商品
bitter smile. ビジュアルファンブック
2011年7月1日発売 / 編集：テックジャイアン編集部 / 出版：エンターブレイン / ISBN 978-4047273115
イラストギャラリー、公式サイトに掲載された4コママンガ、ストーリー・キャラクター紹介、舞台設定、ねこにゃんとmaruiのインタビュー、書き下ろし小説「私の知らない世界」（文・挿絵：ねこにゃん）「三姉妹物語」（文：陸奥竜介/挿絵：ねこにゃん）などを収録。

## 反響

### 販売本数
PlayStation Vita版『bitter smile.』は、発売日である2013年11月28日から2013年12月29日の間に3,103本販売され、2013年期の販売ランキングでは834位であった。

### 批評
『ファミ通』2013年12月5日号にてPlayStation Vita版のレビューが掲載された。4人のレビュアーがそれぞれ7, 7, 7, 6点をつけ、40点満点中27点を得た。作品の雰囲気に対して「ホームドラマ風の雰囲気はなじみやすい」「下町の雰囲気がたっぷり味わえる」と述べられた。キャラクターに対しては2人のレビュアーからかわいらしいと指摘された。シナリオに対してはボリューム不足と2人のレビュアーから評された。システムに関しては賛否両論あり、必要な物が揃っている、ヒロインの好感度をいつでも見られるのは便利などの意見があった一方で、コンフィグメニューおよび各種設定項目がない、各操作のボタン割り当てが特殊でとっつきにくいとの意見もあった。